# Pyrogi
Pyrogi (in greco Πυρόι?; in turco Gaziler) è un villaggio di Cipro, situato a sud di Tymbou. Esso è situato de facto nel distretto di Lefkoşa della Repubblica Turca di Cipro del Nord, e de jure del distretto di Nicosia della Repubblica di Cipro.
Il villaggio è utilizzato solo come campo militare turco.

## Geografia fisica
Pyrogi (o Pyroi) è  situato sei chilometri a nord-ovest di Athienou/Kiracıköy, sulla vecchia strada Nicosia-Larnaca. A un chilometro a nord-ovest della città si trova l'ex villaggio di Margo, anch'esso disabitato.

## Origini del nome
Goodwin sostiene che il nome significhi "terra rossa" in greco antico. Nel 1959, i turco-ciprioti adottarono il nome alternativo Gaziler, che letteralmente significa "combattenti dell'Islam".

## Società

### Evoluzione demografica
Il villaggio è stato un villaggio misto fin dal periodo ottomano. Nel 1831 i musulmani costituivano quasi il 58% della popolazione. Sessanta anni più tardi il rapporto tra le comunità del villaggio era diventato di quasi 50:50. Durante il periodo britannico, mentre la popolazione greco-cipriota del villaggio continuò ad aumentare, quella turco-cipriota fluttuò. Nel 1960, il rapporto tra la popolazione del villaggio era di quasi 1:4, con i greco-ciprioti del villaggio che costituivano quasi l'81% della popolazione.
Tutti gli abitanti turco-ciprioti di Pyrogi/Gaziler furono sfollati all'inizio del 1964. La maggior parte degli abitanti del villaggio si rifugiò a Lurucina/Akıncılar e Melouseia/Kırıkkale. Fino al dicembre 1974, quando furono reinsediati, la maggior parte dei turco-ciprioti di Pyrogi/Gaziler rimase nei villaggi in cui si erano rifugiati in precedenza. Attualmente, i turco-ciprioti di Pyrogi sono sparsi in tutto il nord dell'isola, con concentrazioni nelle città.
Il villaggio è utilizzato solo come campo militare turco.